# Dietmar Najock
Dietmar Najock (* 13. November 1941 in Leipe, Westpreußen) ist ein deutscher Klassischer Philologe.
Najock studierte Klassische Philologie an der Universität Göttingen. Dort prägte ihn besonders Jürgen Mau, der frühzeitig Einsatzmöglichkeiten der EDV in den Geisteswissenschaften auslotete. Für seine Promotion verfasste Najock eine kommentierte Neuausgabe der drei anonymen antiken Traktate zur Musiktheorie, die Christian Friedrich Bellermann zuerst 1841 herausgegeben hatte. Najocks Edition erschien 1972 in den Göttinger musikwissenschaftliche Arbeiten (Band 2) und 1975 in der Bibliotheca Teubneriana.
Nach der Promotion studierte Najock Mathematik an der Universität Bielefeld. Bei Rudolf Ahlswede schrieb er seine Diplomarbeit Algorithmen zur Rekonstruktion von Stammbäumen, die er 1978 abschloss. In seiner wissenschaftlichen Arbeit beschäftigte sich Najock fortan mit Computerlinguistik und Corpusarbeit. Er arbeitete besonders an der Entwicklung von computergestützten Verfahren zur Echtheitskritik, zur Sprachstatistik und zur Rekonstruktion fragmentarischer Texte. Ab den 80er Jahren kooperierte er mit Georgios Fatouros und Tilman Krischer an der Freien Universität Berlin, um eine Libanios-Konkordanz zu schaffen, die 2003 abgeschlossen vorlag. 1993 habilitierte sich Najock an der Freien Universität Berlin.

## Schriften (Auswahl)
- Drei anonyme griechische Traktate über die Musik. Eine kommentierte Neuausgabe des Bellermannschen Anonymus. Kassel 1972 (Göttinger musikwissenschaftliche Arbeiten 2)
- Anonyma de musica scripta Bellermanniana. Leipzig 1975
- mit Hermann Morgenroth: Concordantiae in Corpus Priapeorum et in Pervigilium Veneris. Hildesheim/Zürich/New York 1983
- mit Klaus-Dietrich Fischer: In Pelagonii artem veterinariam concordantiae. Hildesheim/Zürich/New York 1983
- mit Georgios Fatouros und Tilman Krischer: Concordantiae in Libanium. Berlin 1987–2003
  - Pars 1 (1987–1989): Epistulae
    - Vol. 1 (1987): Epistulae Α–Κ
    - Vol. 2 (1987): Epistulae Λ–Ο
    - Vol. 3 (1989): Epistulae Π–Ω

  - Pars 2 (1989): Orationes
    - Vol. 1 (1989): Orationes Α–Δ
    - Vol. 2 (1989): Orationes Ε–Ο

  - Pars 3: Declamationes, Progymnasmata, Argumenta orationum Demosthenicarum
    - Vol. 1 (2000): Vorwort. Konkordanz Α–Β
    - Vol. 2 (2000): Konkordanz Γ–Ζ
    - Vol. 3 (2000): Konkordanz Η–Ν
    - Vol. 4 (2000): Konkordanz Ο–Ρ
    - Vol. 5 (2000): Konkordanz Σ–Ω. Anhang. Index. Frequenzlisten

  - Pars 4: Tabulae
    - Vol. 1 (1996): Tabulae in epistulas et orationes
    - Vol. 2,1 (2003): Tabulae in declamationes et progymnasmata
    - Vol. 2,2 (2003): Tabulae in corpus Libanianum
- mit Bernhard Kytzler: Concordantia in Minuci Felicis Octavium. Hildesheim/Zürich/New York 1991
- mit Hermann Morgenroth: Concordantia in Appendicem Vergilianam. Hildesheim/Zürich/New York 1992
- Sprachstatistische Untersuchungen zu den Briefen und Reden des Libanios. Teil 1: Untersuchungen; Teil 2: Anhänge. Hildesheim/Zürich/New York 2000
- mit Adam Nowosad und Hermann Morgenroth: Concordantia in corpus Tibullianum. Hildesheim/Zürich/New York 2002
- Statistischer Schlüssel zum Vokabular in Vergils Eklogen. Hildesheim/Zürich/New York 2004